# Іспит на директора
«Іспит на директора» (рос. «Экзамен на директора») — радянський художній фільм 1986 року, знятий режисером Олександром Єфремовим на кіностудії «Білорусьфільм».

## Сюжет
Головний герой фільму — Віктор Петрович, випускник інституту, приїхав за розподілом у невелику сільську школу. Волею нагоди його одразу призначили директором. Але через відсутність педагогічного досвіду Віктор припускає низку помилок, йдеться щодо завуча школи та інспектора РОНО. У картині простежуються взаємини Віктора Петровича із завучем школи Галиною Павлівною — жінкою зі складною долею, яка прийшла до школи у повоєнні роки; з молодою вчителькою Іриною Олексіївною; з учнями школи.

## У ролях
- Сергій Шкаліков — Віктор Петрович Лобанок, новий директор школи, вчитель біології
- Михайло Глузський — Антон Опанасович, вчитель
- Юрій Казючиць — Сергій Сергійович, секретар райкому комсомолу
- Тамара Муженко — Галина Павлівна, завуч школи
- Галина Чурилова — Ірина Олексіївна, вчителька
- Анжеліка Агурбаш — Валя, школярка, технічка
- Дмитро Сахно — Гришка Зубарєв, школяр
- Валентина Титова — Алла Борисівна, інспектор РОНО
- Стефанія Станюта — Клавдія Петрівна, вчителька
- Геннадій Овсянников — Василь Семенович, завгосп
- А. Седеневська — Дуся Буєвська, шкільний секретар
- Марія Захаревич — Тетяна Григорівна, капітан міліції
- Тетяна Жукова — Зіна, сестра Валі
- Микола Табашников-Зорін — старий викладач
- Ірина Зеленко — дружина Сашка, вчителька
- Дмитро Андрієвський — школяр
- Андрій Байков — епізод
- І. Бірюкова — епізод
- Олександр Безпалий — голова сільради
- Людмила Бурих — епізод
- Павло Дубашинський — полковник
- Михайло Гилевич — школяр
- Анна Дубровіна — Тетяна Григорівна
- Олександр Лабуш — епізод
- Віктор Рибчинський — епізод
- Віктор Лебедєв — голова комісії з розподілу
- Геннадій Матицький — епізод
- Анатолій Терпицький — Мотовилов, міліціонер
- Олексій Хацкевич — епізод
- Жаннета Четверикова-Друцька — епізод
- Людмила Лагун — епізод
- Олександр Кашперов — селянин
- Олександра Зиміна — сільська мешканка
- Олександр Єфремов — епізод

## Знімальна група
- Режисер — Олександр Єфремов
- Сценаристи — Володимир Бутромєєв, Євген Митько
- Оператор — Олександр Бетєв
- Композитор — Петро Альхимович
- Художник — Валерій Назаров